# Botuporã

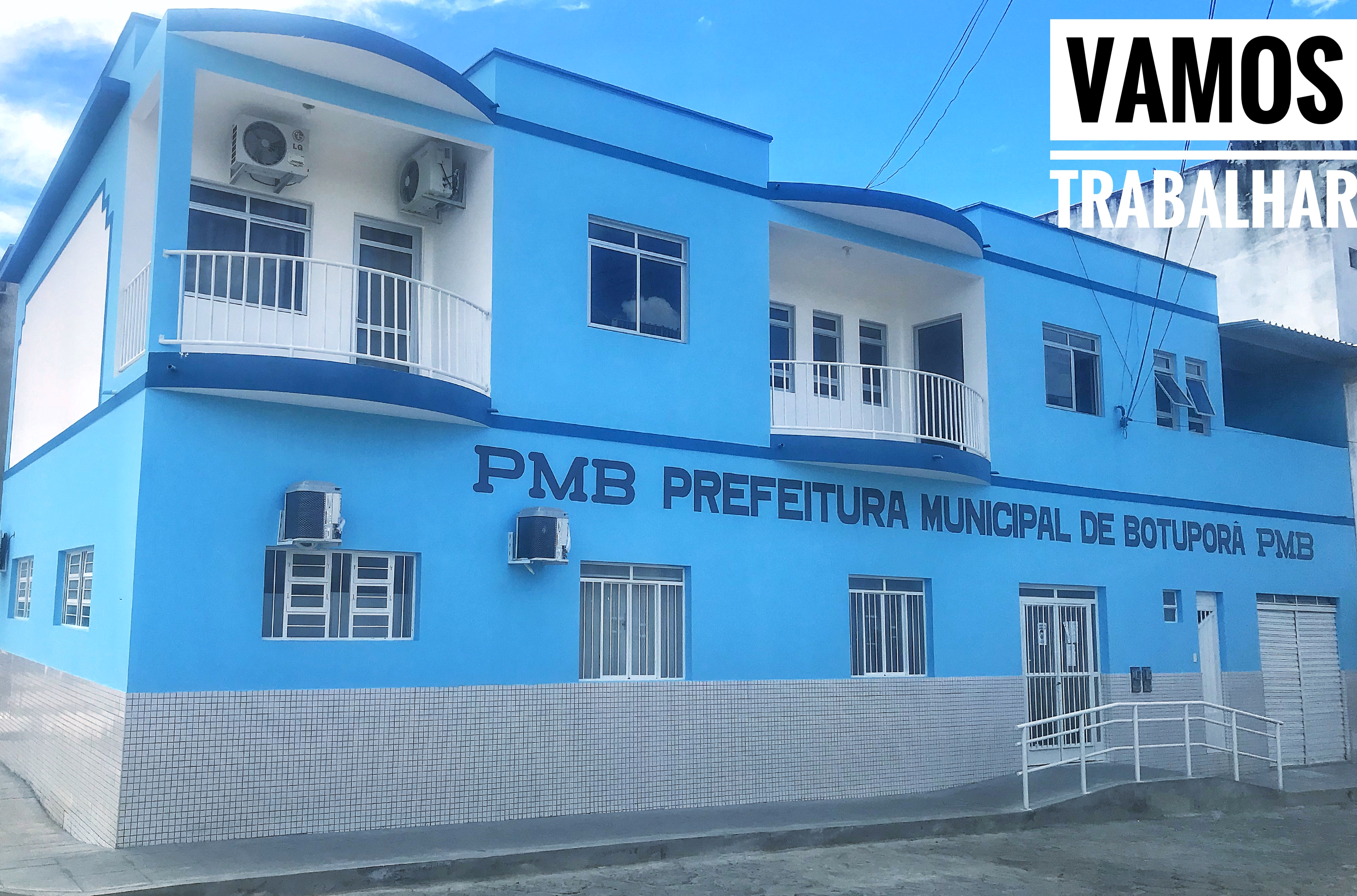
Esta es la nueva sede del ayuntamiento de Botuporã. De la nueva gestión (2021-2025). Por mucho años fue la sede en la rua João Borge de Figueiredo.

Botuporã es un municipio brasileño del estado de Bahía. Su población estimada en 2009 era de 70 326 habitantes.
El territorio habitado primero por los indios tuxás, Botuporã fue colonizado a mediados del siglo XVIII por los portugueses. La ciudad nació con el primer nombre de Fazenda Caititu, fundada por los colonizadores portugueses Marques y Castros. Con el tiempo, el lugar prosperó y otras propiedades surgieron a su alrededor, formando un pequeño núcleo urbano.
En 1926, los misioneros ordenaron abrir un camino hasta una colina existente en el pueblo, donde construyeron una cruz que se llamó Monte Belo. El pueblo se desarrolló en función de la agricultura y la ganadería, convirtiéndose en distrito. En 1934, el nombre fue cambiado por Botuporã, que en la lengua tupi-guaraní tiene el significado de Monte Belo, denominación que se mantiene hasta hoy. Fue elevado a la categoría de municipio en 1962 y se instaló en 1963.
La ciudad fue una de las primeras del interior de Bahia a realizar una proyecto de cooperación internacional descentralizado con la ciudad de Eschbach en Francia. El 24 de febrero de 2021 se inició la cooperación mediante un acto oficial de ambos ayuntamientos, con el objetivo de cooperar en diversas acciones para desarrollo local e intercambio de conocimientos y garantizar el acceso a derechos básicos. 
También fue la primera ciudad que realizó en línea la I semana internacional de los Derechos de las mujeres, del 8 al 13 de marzo de 2021, total de 18 horas en 7 días, un evento muy innovador, de referencia en todo el país como mujeres especialistas de Brasil y del Mundo (España, Francia, Argentina, Colombia y México), para abordar los temas de los Derechos de la Mujer y la igualdad de género en varios frentes. La Semana Internacional tuvo el apoyo de varias instituciones y colaboradores de reconocimiento internacional, que participarán de manera totalmente gratuita.
La ciudad tiene muchas cultura y tradiciones afro-brasileñas y indígenas, con fiestas, cánticos, bailes y una fuerte influencia del misticismo religioso en  las religiones locales. Ejemplo de ello las fiestas de "São joão" y "São Pedro" con típica "quadrilha junina", las "Folia de reís" e Sagrado Coração de Jesus, que es el patrono de la ciudad. 
La zona es muy rica en gastronomía y una de las comidas típicas es el "chimango", un tipo de pan de queso pero sin queso que lleva mucha yema de huevo. Y otra cosa típica es "Requeijão", también conocido como "Queso de Bahia", es tipo de queso que hace esta zona.